# Челядінівська сільська рада
Челяді́нівська сільська́ ра́да — адміністративно-територіальна одиниця та орган місцевого самоврядування в Ленінському районі Автономної Республіки Крим. Адміністративний центр — село Челядінове.

## Загальні відомості
- Населення ради: 1 058 осіб (станом на 2001 рік)

## Населені пункти
Сільській раді підпорядковані населені пункти:
- с. Челядінове
- с. Огоньки

## Склад ради
Рада складається з 12 депутатів та голови.
- Голова ради: Мініх Тетяна Володимирівна

### Керівний склад попередніх скликань
| Прізвище, ім'я, по батькові    | Основні відомості                                                                       | Дата обрання | Дата звільнення |
| ------------------------------ | --------------------------------------------------------------------------------------- | ------------ | --------------- |
| Письковський Василь Ілліч      | Сільський голова, 1950 року народження, член Партії регіонів                            | 26.03.2006   | 31.10.2010      |
| Єлістратова Людмила Степанівна | Сільський голова, 1949 року народження, освіта вища, член Партії регіонів               | 31.10.2010   | 09.09.2012      |
| Мініх Тетяна Володимирівна     | Сільський голова, 1973 року народження, освіта середня спеціальна, член Партії регіонів | 09.09.2012   |                 |

Примітка: таблиця складена за даними сайту Верховної Ради України

### Депутати
За результатами місцевих виборів 2010 року депутатами ради стали:

#### За суб'єктами висування
| Суб'єкт висування | Кількість обраних депутатів | %  |
| ----------------- | --------------------------- | -- |
| Партія регіонів   | 9                           | 75 |
| Самовисування     | 3                           | 25 |

#### За округами
| № округу        | Прізвище, ім'я, по батькові      | Дата визнання обраним | Освіта             | Партійна приналежність                        | Відомості про обраного депутата                          |
| --------------- | -------------------------------- | --------------------- | ------------------ | --------------------------------------------- | -------------------------------------------------------- |
| Партія регіонів |                                  |                       |                    |                                               |                                                          |
| 1               | Мишонін Михайло Олексійович      | 01.11.2010            | середня            | член Партії регіонів                          | тимчасово не працює                                      |
| 2               | Єнигіна Галина Миколаївна        | 01.11.2010            | середня            | позапартійна                                  | секретар Челядінівської сільської ради, секретар         |
| 3               | Коротєєв Євген Олександрович     | 01.11.2010            | вища               | член Партії регіонів                          | Челядінівська школа, завуч                               |
| 4               | Івкін Павло Михайлович           | 01.11.2010            | середня спеціальна | член Партії регіонів                          | СВК «Ініціатива», рахівник                               |
| 6               | Карпенковав Тетяна Олександрівна | 01.11.2010            | середня спеціальна | член Партії регіонів                          | Челядінівський фельдшерсько-акушерський пункт, медсестра |
| 7               | Кузавлєв Олександр Єгорович      | 01.11.2010            | середня спеціальна | член Партії регіонів                          | СВК «Ініціатива», заступник голови                       |
| 8               | Дуніна Наталя Миколаївна         | 01.11.2010            | середня спеціальна | член Партії регіонів                          | Челядінівська школа, вчитель                             |
| 9               | Миронченко Олександр Петрович    | 01.11.2010            | вища               | член Партії регіонів                          | Челядінівська школа, вчитель                             |
| 10              | Резанов Роман Олексійович        | 01.11.2010            | середня            | член Партії регіонів                          | КФК Резанов, фермер                                      |
| Самовисування   |                                  |                       |                    |                                               |                                                          |
| 5               | Мілашенко Наталя Іванівна        | 01.11.2010            | вища               | член Всеукраїнського об'єднання «Батьківщина» | Челядінівська загальноосвітня школа, вчитель             |
| 11              | Біязов Едем Енверович            | 01.11.2010            | середня            | позапартійний                                 | тимчасово не працює                                      |
| 12              | Фазилов Назім Ізетович           | 01.11.2010            | середня            | позапартійний                                 | приватний підприємець                                    |